# Équipe du Gabon de football à la Coupe d'Afrique des nations 2010
Cet article relate le parcours de l'équipe du Gabon lors de la Coupe d'Afrique des nations 2010 organisée en Angola du 10 janvier 2010 au 31 janvier 2010.

## Effectif
Liste des 23 donnée le 29 décembre 2009. Statistiques arrêtées le 29 décembre 2009.
| Numéro / Nom       | Numéro / Nom              | Équipe actuelle              | Sél.            | Date de naissance | J.              |                 |                 |                 |                 |
| Gardiens de but    | Gardiens de but           | Gardiens de but              | Gardiens de but | Gardiens de but   | Gardiens de but | Gardiens de but | Gardiens de but | Gardiens de but | Gardiens de but |
| ------------------ | ------------------------- | ---------------------------- | --------------- | ----------------- | --------------- | --------------- | --------------- | --------------- | --------------- |
| 1                  | Didier Ovono Ebang        | Le Mans Union Club 72        | 36(0)           | 23 janvier 1983   | 3               | 0               | 0               | 0               | 0               |
| 16                 | Boris N'Guéma Békalé      | USM Libreville               | 5(0)            | 7 décembre 1984   | 0               | 0               | 0               | 0               | 0               |
| 22                 | Yves Bitséki              | US Bitam                     | 0(0)            | 23 avril 1983     | 0               | 0               | 0               | 0               | 0               |
| Défenseurs         |                           |                              |                 |                   |                 |                 |                 |                 |                 |
| 2                  | Georges Ambourouet        | FK Makedonija GP Skopje      | 26(0)           | 1er mai 1986      | 3               | 0               | 0               | 0               | 0               |
| 4                  | Erwin N'Guéma Obame       | Cotonsport Garoua            | 4(0)            | 7 mars 1989       | 0               | 0               | 0               | 0               | 0               |
| 5                  | Bruno Ecuele Manga        | Angers SCO                   | 16(2)           | 16 juillet 1988   | 3               | 0               | 0               | 0               | 0               |
| 6                  | Ernest Akouassaga         | FC Nantes                    | 16(0)           | 16 septembre 1985 | 0               | 0               | 0               | 0               | 0               |
| 15                 | Arsène Do Marcolino       | Vendée les Herbiers Football | 6(0)            | 26 novembre 1986  | 0               | 0               | 0               | 0               | 0               |
| 17                 | Moïse Brou Apanga         | Stade brestois 29            | 15(1)           | 4 février 1982    | 3               | 0               | 0               | 0               | 0               |
| 19                 | Rodrigue Moundounga       | AS Mangasport                | 42(1)           | 28 août 1982      | 3               | 0               | 2               | 0               | 0               |
| Milieux de terrain |                           |                              |                 |                   |                 |                 |                 |                 |                 |
| 3                  | Arsène Copa               | Győr ETO FC                  | 7(0)            | 7 juin 1988       | 0               | 0               | 0               | 0               | 0               |
| 10                 | Étienne Alain Djissikadié | TP Mazembe                   | 31(2)           | 5 janvier 1977    | 3               | 0               | 0               | 0               | 0               |
| 7                  | Stéphane N'Guéma          | Sans club                    | 19(5)           | 20 novembre 1984  | 2               | 0               | 1               | 0               | 0               |
| 13                 | Bruno Mbanangoye Zita     | Sivasspor                    | 28(3)           | 15 juillet 1980   | 3               | 0               | 0               | 0               | 0               |
| 18                 | Cédric Moubamba           | Dhofar Club                  | 48(2)           | 14 octobre 1979   | 1               | 0               | 0               | 0               | 0               |
| 21                 | Thierry Issiémou          | US Monastir                  | 29(2)           | 31 mars 1983      | 0               | 0               | 0               | 0               | 0               |
| 14                 | Paul Kesanny              | FC Istres                    | 34(0)           | 16 mars 1985      | 3               | 0               | 2               | 0               | 0               |
| Attaquants         |                           |                              |                 |                   |                 |                 |                 |                 |                 |
| 8                  | Daniel Cousin             | Hull City AFC                | 14(4)           | 7 février 1977    | 3               | 1               | 1               | 0               | 0               |
| 9                  | Pierre-Emerick Aubameyang | Lille OSC                    | 7(2)            | 18 juin 1989      | 3               | 0               | 1               | 0               | 0               |
| 12                 | Willy Aubameyang          | AS Eupen                     | 2(0)            | 16 février 1987   | 0               | 0               | 0               | 0               | 0               |
| 20                 | Fabrice Do Marcolino      | Stade lavallois              | 13(2)           | 14 mars 1983      | 1               | 1               | 0               | 0               | 0               |
| 23                 | Roguy Méyé                | Ankaraspor                   | 19(6)           | 7 octobre 1988    | 3               | 0               | 1               | 0               | 0               |
| 11                 | Éric Mouloungui           | OGC Nice                     | 19(5)           | 1er avril 1984    | 2               | 0               | 0               | 0               | 0               |
| Sélectionneur      |                           |                              |                 |                   |                 |                 |                 |                 |                 |
|                    | Alain Giresse             |                              |                 | 2 août 1952       |                 |                 |                 |                 |                 |

## Qualifications

### 2eTour

#### Groupe 5
| Rang | Équipe  | Pts | J | G | N | P | Bp | Bc | Diff |  | Résultats (▼ dom., ► ext.) |     |     |     |     |
| ---- | ------- | --- | - | - | - | - | -- | -- | ---- |  | -------------------------- | --- | --- | --- | --- |
| 1    | Ghana   | 12  | 6 | 4 | 0 | 2 | 11 | 5  | +6   |  | Ghana                      |     | 2-0 | 3-0 | 3-0 |
| 2    | Gabon   | 12  | 6 | 4 | 0 | 2 | 8  | 3  | +5   |  | Gabon                      | 2-0 |     | 1-0 | 2-0 |
| 3    | Libye   | 12  | 6 | 4 | 0 | 2 | 7  | 4  | +3   |  | Libye                      | 1-0 | 1-0 |     | 4-0 |
| 4    | Lesotho | 0   | 6 | 0 | 0 | 6 | 2  | 16 | -14  |  | Lesotho                    | 2-3 | 0-3 | 0-1 |     |

### 3eTour

#### Groupe A
| Rang | Équipe   | Pts | J | G | N | P | Bp | Bc | Diff |  | Résultats (▼ dom., ► ext.) |     |     |     |     |
| ---- | -------- | --- | - | - | - | - | -- | -- | ---- |  | -------------------------- | --- | --- | --- | --- |
| 1    | Cameroun | 13  | 6 | 4 | 1 | 1 | 9  | 2  | +7   |  | Cameroun                   |     | 2-1 | 3-0 | 0-0 |
| 2    | Gabon    | 9   | 6 | 3 | 0 | 3 | 9  | 7  | +2   |  | Gabon                      | 0-2 |     | 3-0 | 3-1 |
| 3    | Togo     | 8   | 6 | 2 | 2 | 2 | 3  | 7  | -4   |  | Togo                       | 1-0 | 1-0 |     | 1-1 |
| 4    | Maroc    | 3   | 6 | 0 | 3 | 3 | 3  | 8  | -5   |  | Maroc                      | 0-2 | 1-2 | 0-0 |     |

- Le Cameroun est qualifié pour la Coupe du monde 2010 et la CAN 2010.
- Le Gabon et le Togo sont qualifiés pour la CAN 2010.

## Matchs

### 1ertour

#### Groupe D
| Rang | Équipe   | Pts | J | G | N | P | Bp | Bc | Diff |  | Résultats (▼ dom., ► ext.) |     |     |     |     |
| ---- | -------- | --- | - | - | - | - | -- | -- | ---- |  | -------------------------- | --- | --- | --- | --- |
| 1    | Zambie   | 4   | 3 | 1 | 1 | 1 | 5  | 5  | 0    |  | Zambie                     |     | 2-3 | 2-1 | 1-1 |
| 2    | Cameroun | 4   | 3 | 1 | 1 | 1 | 5  | 5  | 0    |  | Cameroun                   |     |     | 0-1 | 2-2 |
| 3    | Gabon    | 4   | 3 | 1 | 1 | 1 | 1  | 1  | 0    |  | Gabon                      | 1-2 | 1-0 |     | 0-0 |
| 4    | Tunisie  | 3   | 3 | 0 | 3 | 0 | 3  | 3  | 0    |  | Tunisie                    |     |     |     |     |

| 13 janvier 2010 | Cameroun | 0-1 | Gabon      | Estádio Alto da Chela, Lubango                  |                                                 |
| 17:00 UTC+1     |          |     | Cousin 17e | Spectateurs : 10 000 Arbitrage : Daniel Bennett | Spectateurs : 10 000 Arbitrage : Daniel Bennett |
| 17:00 UTC+1     | Rapport  |     |            | Spectateurs : 10 000 Arbitrage : Daniel Bennett | Spectateurs : 10 000 Arbitrage : Daniel Bennett |

| 17 janvier 2010 | Gabon   | 0-0 | Tunisie | Estádio Alto da Chela, Lubango                |                                               |
| 17:00 UTC+1     |         |     |         | Spectateurs : 16 000 Arbitrage : Coffi Codjia | Spectateurs : 16 000 Arbitrage : Coffi Codjia |
| 17:00 UTC+1     | Rapport |     |         | Spectateurs : 16 000 Arbitrage : Coffi Codjia | Spectateurs : 16 000 Arbitrage : Coffi Codjia |

| 21 janvier 2010 | Gabon            | 1-2 | Zambie                    | Estádio Alto da Chela, Lubango                  |                                                 |
| 17:00 UTC+1     | Do Marcolino 83e |     | Kalaba 28e · Chamanga 62e | Spectateurs : 5 000 Arbitrage : Mohamed Benouza | Spectateurs : 5 000 Arbitrage : Mohamed Benouza |
| 17:00 UTC+1     | Rapport          |     |                           | Spectateurs : 5 000 Arbitrage : Mohamed Benouza | Spectateurs : 5 000 Arbitrage : Mohamed Benouza |